# Plaza de España (serie de televisión)
Plaza de España  es una serie de La 1 de Televisión Española producida por Hill Valley, que refleja de forma cómica la guerra civil española. Se estrenó el día 25 de julio de 2011.
El 8 de marzo de 2012 se da a conocer definitivamente que Televisión Española decide no renovar la serie debido a los recortes que está sufriendo la cadena.

## Argumento
La guerra ha llegado al pueblo de Peñaseca y los habitantes tienen que elegir un bando y también sobrevivir a la complicada situación. La Guerra Civil toma una prisma de telecomedia a través de Plaza de España. La temática es delicada, pero la productora Hill Valley, la de Muchachada Nui, confía en que ha pasado el tiempo suficiente como para tomar a broma el conflicto, como ya hiciera Berlanga un cuarto de siglo atrás con La vaquilla. 
Será "una mirada sobre la contienda absurda y surrealista, en la que los personajes viven en un mentira permanente y en la inconsciencia más absoluta", aseveran desde  RTVE. La cadena pública dio el visto bueno a dos temporadas, pero al final serán sólo 12 episodios, ya que la grabación fue cancelada a la espera de los resultados de audiencia y, sobre todo, la acogida entre los espectadores ante un tema tan polémico. 
Plaza de España está protagonizada por Gorka Otxoa, que da vida al teniente Sebastián Rivera, acompañado por Javivi (Melitón, el secretario del marqués, el cacique de Peñaseca), Alfonso Lara (Pacorro, el criado), Goizalde Núñez (Antonia, la guardesa) y Carmen Esteban (Vicenta, la abuela), entre otros.

## Personajes
- Sebastián Rivera (Gorka Otxoa)[4] (1912)
- Tiberio (César Camino) (1909)
- Augusto (Eduardo Antuña) (1905)
- Don Benito (Miguel Rellán) (1849)
- Remedios (Mariam Hernández) (1915)
- Vicenta (Carmen Esteban) (1871)
- Severiano (Janfri Topera) (1893)
- Antonia (Goizalde Núñez) (1896)
- Pacorro (Alfonso Lara) (1899)
- Melitón (Javivi) (1887)
- Serafín Guisado (Enrique Villén) (1885)
- Jefe de los rojos (Ramón Alex)
- Marqués  (Fernando Asmen)
- Pastor (Guillermo Quever)
- Don Lucio (Ramón Barea)

## Episodios y audiencias
| #     | Título                        | Día   | Fecha                | Hora  | Espectadores | Share |
| ----- | ----------------------------- | ----- | -------------------- | ----- | ------------ | ----- |
| 1     | Peñaseca                      | Lunes | 25 de julio de 2011  | 22:15 | 2 961 000    | 20,9% |
| 2     | El martillo                   | Lunes | 25 de julio de 2011  | 22:42 | 2.968.000    | 19,9% |
| 3     | El cerdo                      | Lunes | 1 de agosto de 2011  | 22:15 | 2.296.000    | 15,6% |
| 4     | Setas                         | Lunes | 1 de agosto de 2011  | 22:45 | 2.189.000    | 14,3% |
| 5     | Enigma                        | Lunes | 8 de agosto de 2011  | 22:15 | 1.765.000    | 13,4% |
| 6     | En el calor de la noche       | Lunes | 8 de agosto de 2011  | 22:45 | 1.853.000    | 13,6% |
| 7     | El del monte                  | Lunes | 15 de agosto de 2011 | 22:15 | 1.300.000    | 11,3% |
| 8     | Cuatro gallardos y un cobarde | Lunes | 15 de agosto de 2011 | 22:45 | 1.308.000    | 10,9% |
| 9     | Viuda de guerra               | Lunes | 22 de agosto de 2011 | 22:15 | 1.463.000    | 10,4% |
| 10    | Mercedes                      | Lunes | 22 de agosto de 2011 | 22:45 | 1.484.000    | 10,3% |
| 11    | Otoño del 36                  | Lunes | 29 de agosto de 2011 | 22:15 | 1.675.000    | 11,0% |
| 12    | Los últimos de Peñaseca       | Lunes | 29 de agosto de 2011 | 22:45 | 2 550 000    | 20,1% |
| Total | Total                         | Total | Total                | Total | 1.901.000    | 13,5% |